# Somalo (valuta)
Il somalo (in lingua somala: صومالي) era la moneta della Amministrazione fiduciaria italiana della Somalia (dal 1960 Somalia) tra il 1950 e il 1962. Era suddiviso in 100 centesimi.

## Storia
Il Somalo sostituì lo Scellino dell'Africa Orientale, che aveva avuto corso dal 1941 con l'occupazione britannica della Somalia italiana, al posto della vecchia Lira dell'Africa Orientale Italiana. In seguito fu sostituito dallo Scellino somalo alla pari.

## Monete
Nel 1950 furono introdotte monete da 1, 5, 10 e 50 centesimi e da 1 somalo. Le monete da 1, 5, 10 centesimi erano in rame, mentre le monete da 50 centesimi e un somalo erano di rame ricoperte d'argento.
| 1 centesimo  | rame                     | Testa di elefante, sotto la proboscide la scritta SOMALIA                                                                                | Nel campo all'interno di un cerchio l'indicazione del valore su due righe, nella parte inferiore tradotto in arabo e la scritta ROMA 1950 con la stella a cinque punte simbolo della Somalia | 1949 | 1962 |
| 5 centesimi  | rame                     | Testa di elefante, sotto la proboscide la scritta SOMALIA                                                                                | Nel campo all'interno di un cerchio l'indicazione del valore su due righe, nella parte inferiore tradotto in arabo e la scritta ROMA 1950 con la stella a cinque punte simbolo della Somalia | 1949 | 1962 |
| 10 centesimi | rame                     | Testa di elefante, sotto la proboscide la scritta SOMALIA                                                                                | Nel campo all'interno di un cerchio l'indicazione del valore su due righe, nella parte inferiore tradotto in arabo e la scritta ROMA 1950 con la stella a cinque punte simbolo della Somalia | 1949 | 1962 |
| 50 centesimi | rame ricoperto d'argento | Leopardo sormontato da una stella a cinque punte, simbolo della Somalia e da due mezzelune simbolo dell'Islam. Sotto la scritta SOMALIA. | Nel campo all'interno di un cerchio l'indicazione del valore su due righe, nella parte inferiore tradotto in arabo e la scritta ROMA 1950 con la stella a cinque punte simbolo della Somalia | 1949 | 1962 |
| 1 somalo     | rame ricoperto d'argento | Leopardo sormontato da una stella a cinque punte, simbolo della Somalia e da due mezzelune simbolo dell'Islam. Sotto la scritta SOMALIA. | Nel campo all'interno di un cerchio l'indicazione del valore su due righe, nella parte inferiore tradotto in arabo e la scritta ROMA 1950 con la stella a cinque punte simbolo della Somalia | 1949 | 1962 |

Fonte: Monete dell'AFIS

## Banconote
Nel 1950 furono stampate dalla Cassa per la circolazione monetaria della Somalia con il valore di 1, 5, 10, 20 e 100 somali.
| Valore                 | Dimensioni (in millimetri) | Descrizione | Descrizione                       |
| Valore                 | Dimensioni (in millimetri) | Fronte | Retro                             |
| ---------------------- | -------------------------- | --- | --------------------------------- |
| 1 Somalo               | 126 x 73                   | testa di leopardo | arte classica                     |
| 5 Somali Prima serie   | 126 x 73                   | testa di leopardo | arte classica                     |
| 5 Somali Seconda serie | 158 x 98                   | due camini somali, sormontati dalla stella somala e da due mezzelune | arte romana                       |
| 10 Somali              | 158 x 98                   | due camini somali, sormontati dalla stella somala e da due mezzelune | arte romana                       |
| 20 Somali              | 158 x 98                   | due camini somali, sormontati dalla stella somala e da due mezzelune | arte romana                       |
| 100 Somali             | 165 x 100                  | due disegni identici a sinistra e a destra, con ornamenti classici. Il pannello a sinistra contiene un'illustrazione della testa di un leone al centro, mentre il pannello corrispondente a destra contiene la filigrana. | Palazzo del Governo di Mogadiscio |

Fonte: Banconote dell'AFIS